# Jessé Souza
Jessé José Freire de Souza (Natal, 29 de março de 1960) é um sociólogo, advogado, professor universitário, escritor e pesquisador brasileiro, que atua nas áreas de Teoria Social, pensamento social brasileiro e de estudos teórico-empíricos sobre a desigualdade e as classes sociais no Brasil contemporâneo. É autor dos livros A Ralé Brasileira, A Radiografia do Golpe, A Elite do Atraso e A Classe Média no Espelho.
Em 2 de abril de 2015 foi nomeado pela Presidência da República ao cargo de presidente do Instituto de Pesquisa Econômica Aplicada (Ipea). O cargo era anteriormente ocupado por Sergei Suarez Dillon Soares. Pediu demissão do cargo em maio de 2016, quando Michel Temer assumiu interinamente a Presidência, depois do afastamento da presidente Dilma por ocasião do processo de impeachment.

## Biografia

### Formação e primeiros anos
Jessé Souza nasceu em Natal, capital do estado do Rio Grande do Norte no ano de 1960. Mudou-se para Brasília, para realizar a graduação no curso de Direito na Universidade de Brasília (UNB) concluída no ano de 1981. Concluiu seu Mestrado na área de Sociologia na mesma instituição no ano de 1986.
Em 1991, doutorou-se em sociologia pela Universidade de Heidelberg localizada na Alemanha, país onde obteve livre docência nesta mesma disciplina pela Universidade de Flensburg no ano de 2006.
Também fez pós-doutorado em filosofia e psicanálise na New School for Social Research, em Nova Iorque (1994/1995).

### Carreira
Escreveu e organizou 22 livros, em português, inglês e alemão sobre sociologia política, teoria da modernização periférica e desigualdade no Brasil contemporâneo. Atualmente, é professor titular da Universidade Federal do ABC (UFABC).
Em 2 de abril de 2015, foi nomeado pela Presidência da República ao cargo de presidente do Instituto de Pesquisa Econômica Aplicada (Ipea), cargo anteriormente ocupado por Sergei Suarez Dillon Soares. Permaneceu no cargo até 2016, quando foi exonerado logo após Michel Temer (MDB) assumir provisoriamente a presidência do Brasil durante o processo de impeachment contra a presidente Dilma Rousseff (PT).
Integra o conselho editorial do Brasil 247.

## Trabalho e ideias

### A desigualdade no Brasil
Como presidente do Instituto de Pesquisa Econômica Aplicada (Ipea) no período correspondente as anos de 2015/2016, Souza realizou pesquisas importantes na área de desigualdade econômica, contribuindo para o surgimento de um novo paradigma para os estudos econômicos e social referentes a essa área. Dessa forma, fica evidente, ao menos nos artigos publicados pelo autor na primeira década do século XXI, a centralidade da discussão a respeito da “desigualdade social” e o esforço de Jessé por autonomização do pensamento científico brasileiro para a produção de categorias, eixos de sentidos, significações e explicações que partissem das reais demandas experimentadas no cenário nacional. Mesmo sendo um forte leitor do pensamento weberiano, isso não impede que Jessé produza críticas diretas a outros reprodutores do autor que, de acordo com o posicionamento de Jessé, reduzem a realidade brasileira para comportar os conceitos e categorias pretéritas que, ao serem produzidas, não consideraram a realidade brasileira. Essa mesma crítica é endereçada aos marxistas e a outras linhas de produção científica que não se esforçam na direção de dialogo acurado com o campo brasileiro. Em seus escritos, sempre críticos, Jessé dialoga com diversos pensadores, destaca-se entre ele o sociólogo francês Pierre Bourdieu, do qual Jessé toma de empréstimo a noção de habitus, além de tratar com interesse a discussão em torno das noções de estruturas estruturantes e estruturas estruturadas, centrais para boa parte do pensamento bourdieusiano. Jessé não é um institucionalista, tampouco um culturalista, o que ele procura construir é uma intersecção entre os processos de institucionalização, ideologização e subjetivação, afim de dar conta de uma realidade multifacetada, a brasileira (2003, p.13-15).

### Classes sociais no Brasil contemporâneo
A divisão de classes de Jessé, inspirada por Pierre Bourdieu, não tem por base as faixas de renda (classes A, B, C D, e E), nem a concepção marxista-leninista de classe (burguesia, proletariado, etc). Ela se baseia em sociabilidades diferentes. Isto é, cada classe social tem um método próprio de criar os filhos, de socializá-los, e essas diferenças geram as classes sociais e as suas respectivas mentalidades e visões de mundo.
Para Jessé, há quatro classes no Brasil contemporâneo. Duas já existem há muito tempo: a "elite da rapina" e a "ralé de novos escravos". Ambas existem desde os tempos mais remotos da história do país. As outras duas — uma classe média e outra trabalhadora — são mais recentes. Estas tiveram um começo incipiente na Primeira Guerra Mundial, mas só se firmaram na década de 1930 com Getúlio Vargas. A industrialização do Brasil promovida por Vargas foi responsável pelo surgimento dessas duas novas classes e pela configuração da sociedade brasileira da forma como ela é reconhecida hoje.
| Classe                     | Descrição |
| -------------------------- | --- |
| A elite dos proprietários  | Caracterizada pela posse do capital econômico, que é transmitido hereditariamente. Controlam tanto os meios de produção de bens materiais como de bens simbólicos, como parte da mídia. |
| Classe média(1)            | Sua ênfase está no capital cultural. A classe também possui capital econômico hereditário, mas esse capital não tem a mesma importância que para a classe alta dos proprietários. A classe possui quatro subdivisões, conforme a tabela abaixo. |
| Classe dos batalhadores(1) | Também chamada de classe trabalhadora semiqualificada. Conforme Souza, "é uma classe extremamente heterogênea, ela vai desde toda a forma de trabalho precarizado até pequenos empreendedores." Compreende 70% da população. É composta, em parte, por aquilo que se habitou chamar de "nova classe média", emergida durante os governos do PT. |
| Ralé de novos escravos     | Composta pelos descendentes dos escravos, bem como de indivíduos livres, mas em situação de dependência. É uma classe que não tem acesso aos capitais econômico e cultural, e não dispõe nem das condições de adquiri-los, pois, para Jessé, eles são socializados de modo a viver sempre no presente, sem pensamento prospectivo, e sem estímulos dos pais para a leitura, o que faz com que eles não tenham a capacidade de concentração necessária para os estudos e a ascensão para a classe imediatamente superior. |

(1) classes de origem mais recente.

A classe média, por sua vez, se divide e diferencia conforme o tipo de capital cultural que ela adquire. Esse capital cultural também é quantitativamente diferente: pode ser maior (nas frações expressivistas e críticas) ou menor (na liberal e na protofascista). As divisões da classe média foram apresentadas pela primeira vez no livro A Elite do Atraso (2017) e desenvolvidas em A Classe Média no Espelho (2018).

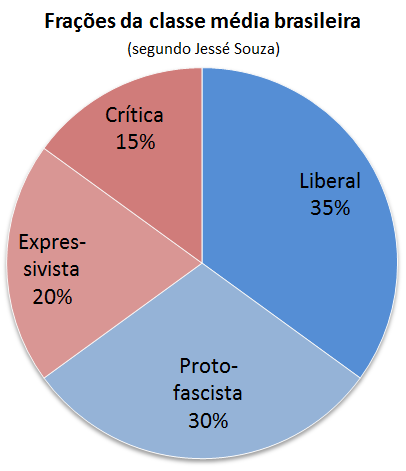
Composição da classe média brasileira, segundo suas frações, ou nichos.

| Divisões da classe média | Divisões da classe média | Capital cultural |
| ------------------------ | --- | ---------------- |
| Fração liberal           | Tanto a fração liberal como a protofascista se caracterizam pela posse de um conhecimento técnico adaptativo, que serve para se adaptar às necessidades do capital, e não para criticar a ordem social. Essas frações buscam o conforto das certezas compartilhadas, veiculadas sobretudo pela mídia. Também se caracterizam pelo moralismo. Em comparação com a protofascista, a fração liberal possui maior apego ao ideário democrático.                 | Baixa            |
| Fração protofascista     | Conforme Souza, "o ódio às classes populares é aqui aberto e proclamado com orgulho, como expressão de ousadia ou sinceridade. O protofascista se orgulha de não ser falso como os outros e poder dizer o que lhe vem à mente. O mal e o bem estão claramente definidos, e o bem se confunde com a própria personalidade." Distingue-se da liberal também por sua maior sensibilidade a críticas, que são vistas como uma negação da própria personalidade. | Baixa            |
| Fração expressivista     | Também chamada de "classe média de Oslo", assim como a fração crítica, é mais crítica. Porém, sua atenção é mais voltada a causas ambientais, ecológicas, e de direitos dos animais, e não dá suficiente atenção ao principal, que, no Brasil, é a miséria e a desigualdade. A classe média é de "Oslo", portanto, porque dá a impressão de viver em um país em que as desigualdades e misérias foram praticamente resolvidas.                              | Aumento          |
| Fração crítica           | O menor segmento da classe média, são os setores mais intelectualizados, e que buscam criticar a sociedade. Esse segmento percebe a realidade social como uma invenção, algo construído. | Aumento          |

### Crítica ao paradigma vigente nas Ciências Sociais
Souza analisa as produções de Sérgio Buarque de Holanda, Raimundo Faoro e Simon Schwartzman que, a partir de bases Weberianas, vão produzir discussões e conceitos que marcarão a produção das ciências sociais, como as ideias de Homem Cordial, Patrimonialismo e modernização, muito caras para produção teórica do século XX. Souza desenvolve e articula as ideias da produção Weberiana com os acertos e equívocos relativos a sua apropriação para explicação da realidade brasileira por acreditar que é importante “rejeitarmos modelos societários exemplares e absolutos. As escolhas culturais, assim como as individuais, implicam perdas e ganhos. Perceber aonde temos a aprender com outros povos e sociedades é uma reflexão que deve ser simultânea àquilo que devemos rejeitar" (1998, p.19).

### A instituição de um novo paradigma
Jessé de Souza argumenta que a desigualdade social como fenômeno de massa em países de desenvolvimento tardio como o Brasil, pode ser compreendida “como resultante de um efetivo processo de modernização de grandes proporções que se implanta paulatinamente no país a partir de inícios do século XIX” (2005, p.80). Para isso, o autor parte da desconstrução do paradigma vigente nas ciências sociais no século XX, no qual o subdesenvolvimento nacional brasileiro é explicado através da noção de patrimonialismo, personalismo e familismo como fundamentos para a caracterização de uma sociedade pré-moderna. Nesse sentido, Jessé inicia a desconstrução de tal paradigma a partir da retomada da teoria elaborada por Max Weber, em sua sociologia comprada das religiões, confrontada às concepções desenvolvidas por Charles Taylor e Pierre Bourdieu. Em princípio, Souza apresenta de forma breve o modelo teórico elaborado por Weber, para quem as instituições chaves do capitalismo moderno - o mercado e o Estado- deveriam ser incorporadas pelas sociedades não-ocidentais (restringindo a consideração “sociedades ocidentais” aos Estados Unidos e à Europa ocidental) fadando, aqueles que se opuserem, à pré- modernidade. Assim, como forma de oposição a essa teoria etapista e culturalista, Jessé utiliza a arqueologia da hierarquia valorativa das sociedades aonde o capitalismo monopolista irá se desenvolver, apresentada por Charles Taylor em seu livro Sources of the self: the making of the modern identity, aliada a ideia de “self pontual” -a noção de “dignidade” que se estabelece ao instituir todos como iguais e a produtividade laboral como fatores de inclusão social- também do mesmo autor, para confrontar a ideia tida como irrefutável do Estado e do mercado como grandezas sistêmicas. Para Taylor, na verdade, a hierarquia valorativa perpassa a eficácia de tais instituições e, desse modo, a reificação dessas e seu transplante, como “artefatos prontos”, sem que haja uma hierarquia valorativa do “self pontual”, para as sociedades periféricas, ocasionaria a naturalização das desigualdades sociais. Além disso, Jessé Souza incorpora as reflexões de Pierre Bourdieu, principalmente a sua noção de habitus, juntamente com a “ideologia do desempenho” analisa por Reinhard Kreckel, para ampliar a contribuição desses e estabelecer uma tripartição da noção de habitus em: habitus primário, habitus secundário e habitus precário. O primeiro ao “incorporar as características disciplinarizadoras, plásticas e adaptativas básicas para o exercício das funções produtivas no contexto do capitalismo moderno” (2005, p.80) será classificado pelo autor como: “precondições sociais, econômicas e políticas do sujeito útil, “digno” e cidadão no sentido tayloriano de ser reconhecido intersubjetivamente como tal” (2005, p.87). Já o segundo, “diz respeito às “sutis distinções” analisadas por Bourdieu em Distinction: a social critique of the judgement of taste, no qual compreende tanto o horizonte da individualização “profunda”, baseada no ideal da identidade original dialógica e constituída em forma narrativa, como o processo de individuação superficial. O habitus precário, por sua vez, diz respeito “a formação de todo um segmento de indivíduos inadaptados – fenômeno marginal, em sociedades desenvolvidas; fenômeno de massa, em sociedades periféricas – é resultado de mudanças históricas, implicando a redefinição do que estou chamando habitus primário” (2005, p.87). Para Jessé de Souza o fato de as desigualdades sociais nos países periféricos, onde a modernização das estruturas chaves do capitalismo se deu de forma retardatária, se deriva a imposição de instituições modernas como “artefatos prontos”, carregadas de um arcabouço valorativo desenvolvidos em sociedades onde o capitalismo se desenvolveu de forma natural e por isso não se trata da concepção de uma sociedade pré-moderna com a presença do patrimonialismo, familismo e personalismo (2003, p.17).

### Posicionamentos políticos
Jessé é um crítico da Operação Lava Jato, analisada por ele nos livros A Radiografia do Golpe e A Elite do Atraso. Ele afirma que a operação "só existe por conta da Rede Globo" e tem a ver com a quebra dos BRICS, que seriam uma ameaça à hegemonia estadunidense.
A classe média, que antes nunca se expunha, encontrou seu discurso. Então essa direita que atua hoje é filha do casamento entre Rede Globo e Lava Jato, e Jair Bolsonaro é o filho mais legítimo dessa união.

## Críticas
O sociólogo Rubens Goyatá Campante, da Universidade Federal de Minas Gerais (UFMG), critica Souza por fazer generalizações indevidas e por apresentar seus argumentos de forma agressiva e deselegante, por vezes desrespeitando os autores clássicos.
Crítica semelhante foi feita por Alberto Carlos Almeida, em seu livro A Cabeça do Brasileiro (2007). Na conclusão, após apresentar diversas pesquisas empíricas sobre a mentalidade do brasileiro, Almeida concorda com as teses do antropólogo Roberto DaMatta, segundo as quais o brasileiro é hierárquico, familista e patrimonialista (o que Jessé nega). Em dado momento, o autor responde não às críticas de Jessé (que não são mencionadas), mas chama a atenção para a forma com que elas foram feitas:
Há críticas, e muitas, à contribuição de Roberto DaMatta à antropologia. A mais raivosa de todas é de Jessé de Souza no livro O malandro e o protestante. Mas, tal como diz o ditado que "cão que ladra não morde", ela é tão raivosa quanto inofensiva. Jessé simplesmente nega que DaMatta esteja correto sem apresentar evidência empírica alguma que sustente sua tese.— Almeida, Alberto Carlos (19 de novembro de 2015). «Conclusão: Roberto DaMatta está certo?». A cabeça do brasileiro. [S.l.]: Editora Record

## Prêmios
- Menção honrosa no concurso de melhores Dissertações de Mestrado da ANPOCS (Associação Nacional de Pós-Graduação e Pesquisa em Ciências Sociais), 1986.[26]
- Segundo lugar na categoria Ciências Humanas do Prêmio Jabuti de 2017, pelo livro "A radiografia do golpe: Entenda como e por que você foi enganado".[27]

## Obras
- Max Weber e a ideologia do atraso brasileiro. Revista Brasileira de Ciências Sociais, v. 38, 1998.[21]
- A Modernização Seletiva: Uma Reinterpretação do Dilema Brasileiro. Brasília. Editora Universidade de Brasília, 2000.[28]
- Subcidadania e Naturalização da desigualdade. Política & Trabalho, João Pessoa, v. 22, p. 67-97, 2005.[20]
- A Construção Social da Subcidadania. Belo Horizonte. Editora UFMG, 2003.[17]
- Thomas Kuhn; Jessé Souza. (Orgs.) Das moderne Brasilien. Gesellschaft, Politik und Kultur in der Peripherie des Westens. Wiesbaden: VS Verlag für Sozialwissenschaften, 2006.[29]
- (Org.). Imagining Brazil. Lanham: Lexington Books, 2006.[30]
- (Org.). A Invisibilidade da Desigualdade Brasileira. Belo Horizonte: UFMG, 2006.[31]
- Die Soziale Konstruktion der peripheren Ungleicheit. Wiesbaden: VS Verlag für Sozialwissenschaften, 2008.[32]
- A ralé brasileira: quem é e como vive. Belo Horizonte: UFMG, 2009.[33]
- Os batalhadores brasileiros: Nova classe média ou nova classe trabalhadora? Belo Horizonte. Editora UFMG, 2010.[34] (Coleção Humanitas) (2ª edição em 2012).[34]
- Com Boike Rehbein. Ungleichheit in kapitalistischen Gesellschaften. Weinheim y Basel: Beltz Juventa, 2014.[35]
- A tolice da inteligência brasileira: ou como o país se deixa manipular pela elite. São Paulo, Leya, 2015.[15]
- A Elite do Atraso: Da Escravidão à Lava Jato. Rio de Janeiro: Leya. 2017. ISBN 978-85-441-0538-2.[36]
- A radiografia do Golpe: Entenda como e por que você foi enganado. Rio de Janeiro: Leya. 2016. ISBN 978-85-441-0447-7.[37]
- Subcidadania brasileira: Para entender o pais além do jeitinho brasileiro. LeYa, 2018.[38]
- A classe média no espelho: Sua história, seus sonhos e ilusões, sua realidade. Estação Brasil, novembro de 2018.[39]
- Resgatar o Brasil. Contracorrente, 2018.[40]
- A guerra contra o Brasil. Estação Brasil. Março de 2020. [41]
- Como o racismo criou o Brasil. Estação Brasil, agosto de 2021.[42]
- Brasil dos humilhados: Uma denúncia da ideologia elitista. Civilização Brasileira, 2022.[43]